# Oktaedar
Oktaedar (grč. oktáedron - tijelo s osam površina) jedan je od pet pravilnih poliedara. Omeđen je s osam međusobno jednakih površina koje imaju oblik jednakostraničnih trokutova i raspoređene su tako da tijelo ima dvanaest bridova i šest vrhova.
Oktaedar se još može opisati i kao jednakostranična četvrostrana bipiramida, a također i kao jednakostranična linearna antiprizma.